# Esterházy Johanna sírja
Esterházy Johanna sírja a hietzingi temetőben 1857-ben emelt sírkápolna, melyben Galánthai gróf Esterházy Johanna hárfás és mecénás, férje, gróf Esterházy Alajos alezredes, Metternich-Zichy Melanie hercegnő, Metternich kancellár lánya, továbbá más rokonok nyugszanak.

## Előzmények
Esterházy Johanna hárfás korának egyik legnagyobb adakozója volt. Bécsben kapcsolatban állt Elias Parish Alvars, John Thomas, Antonio Zamara és Johann Dubez hárfásokkal, valamint Chopinnel és ennek legkedvesebb tanítványával, Carl Filtsch fiatalon elhunyt zongoristával. Magyarországon is tevékenykedett, mint alapítványi részvényes Liszt Ferenc, Batthyány Lajos és Batthyány Lajosné mellett részt vett a Pest-Budai Hangászegyesület vezetésében.
Az Esterházy-házaspár nem a hagyományos családi temetkezési helyeket – Oszlopot vagy Galántát – választotta magának, hanem saját nyughelyet épített. A házaspár gyermektelen volt. A síremlék emelésekor Esterházy Johannának már egyetlen testvére sem élt. Az utolsó élő testvére, Esterházy Franciska 1831-ben Bécsben hunyt el, a kolerajárvány áldozata lett.

## Az építés
Esterházy Johanna a sírkápolnát 1857-ben építtette a hietzingi temetőben. Hietzing Bécs egyik városnegyede, mely a schönbrunni park és császári rezidencia mellett fekszik. A temetőben elsősorban tudósokat, művészeket temettek el, itt nyugszik Gustav Klimt.
A kápolna építője Johann Georg Rupp (1797-1883) volt, aki korának egyik legnagyobb gótika-szakértőjének számított. Az építmény gótikus stílusú és a temető egyik legnagyobb építménye. Ünnepélyes felszentelését 1857. szeptember 28-án tartották.
A későbbi temetésekkor táblákat szereltek a kápolna kapujához az idetemetettek neveivel. Johanna és férje neve azonban nincs kiírva.

## Elhunytak
A házaspár mellé további személyek temetkeztekː
- Eszterhazy-Galantha Alois (1780. február 19. – 1868. augusztus 8.)
- Eszterhazy Gräfin Von Johanna (1794. május 9. – 1880. augusztus 8.)
- Zichy Metternich Melanie (1832. február 27. – 1919. november 16.)
- Odescalchi-Andrassy Etelka (1861. augusztus 27. – 1927. november 8.)
- Odescalchi Fürst Geza (1858. február 9. – 1937. augusztus 22.)
- Odescalchi Aloisia (1887. január 20. – 1962. március 13.)
- Odescalchi Ladislaus (1893. augusztus 7. – 1967. december 30.)
- Odescalchi Helena (1888. február 14. – 1973. február 25.)
- Odescalchi Martha Elisabeth Irmtraud (1920. október 2. – 2003. november 8.)

## Galéria

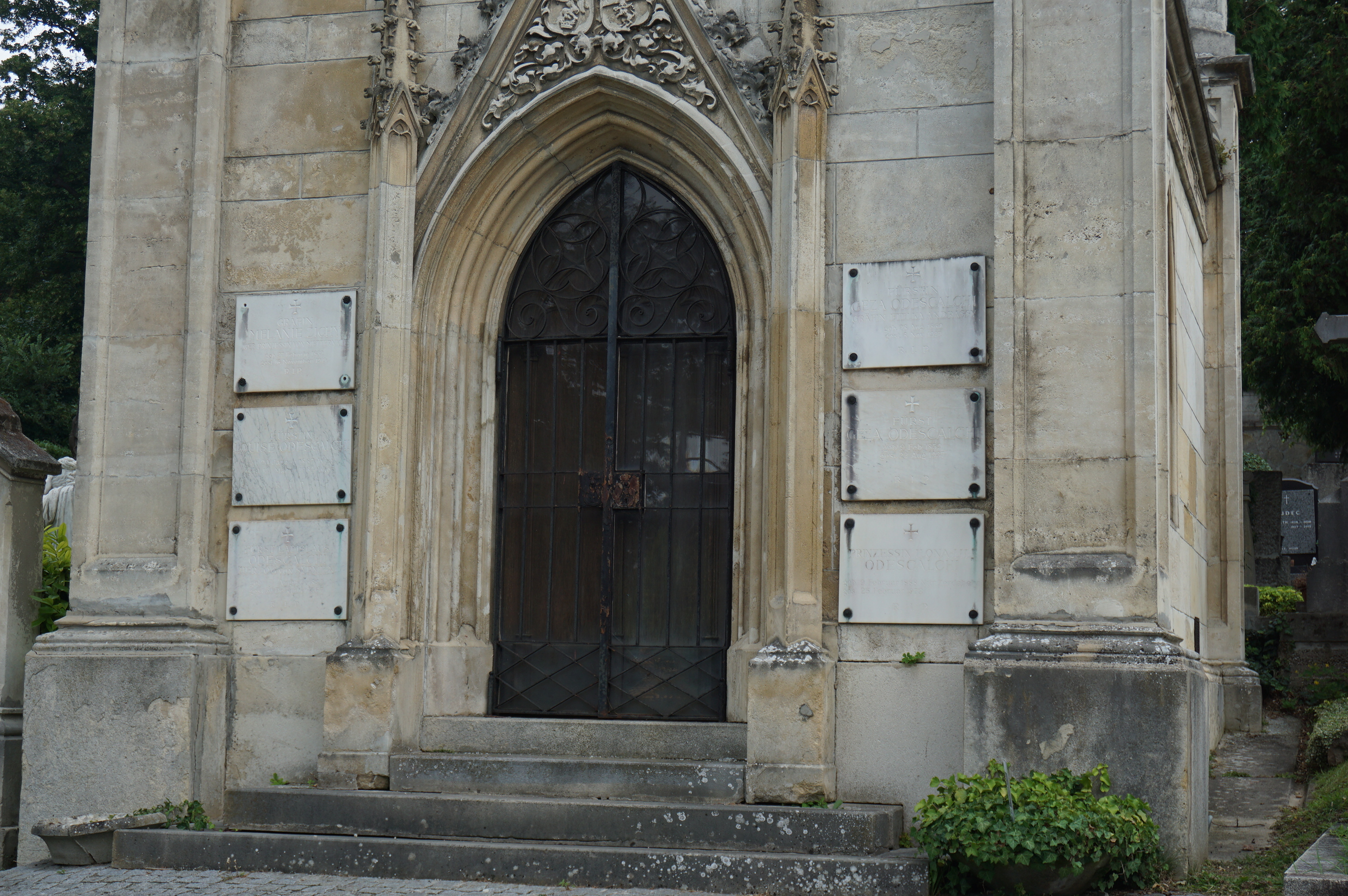
Bejárat és táblák az elhunytak nevével
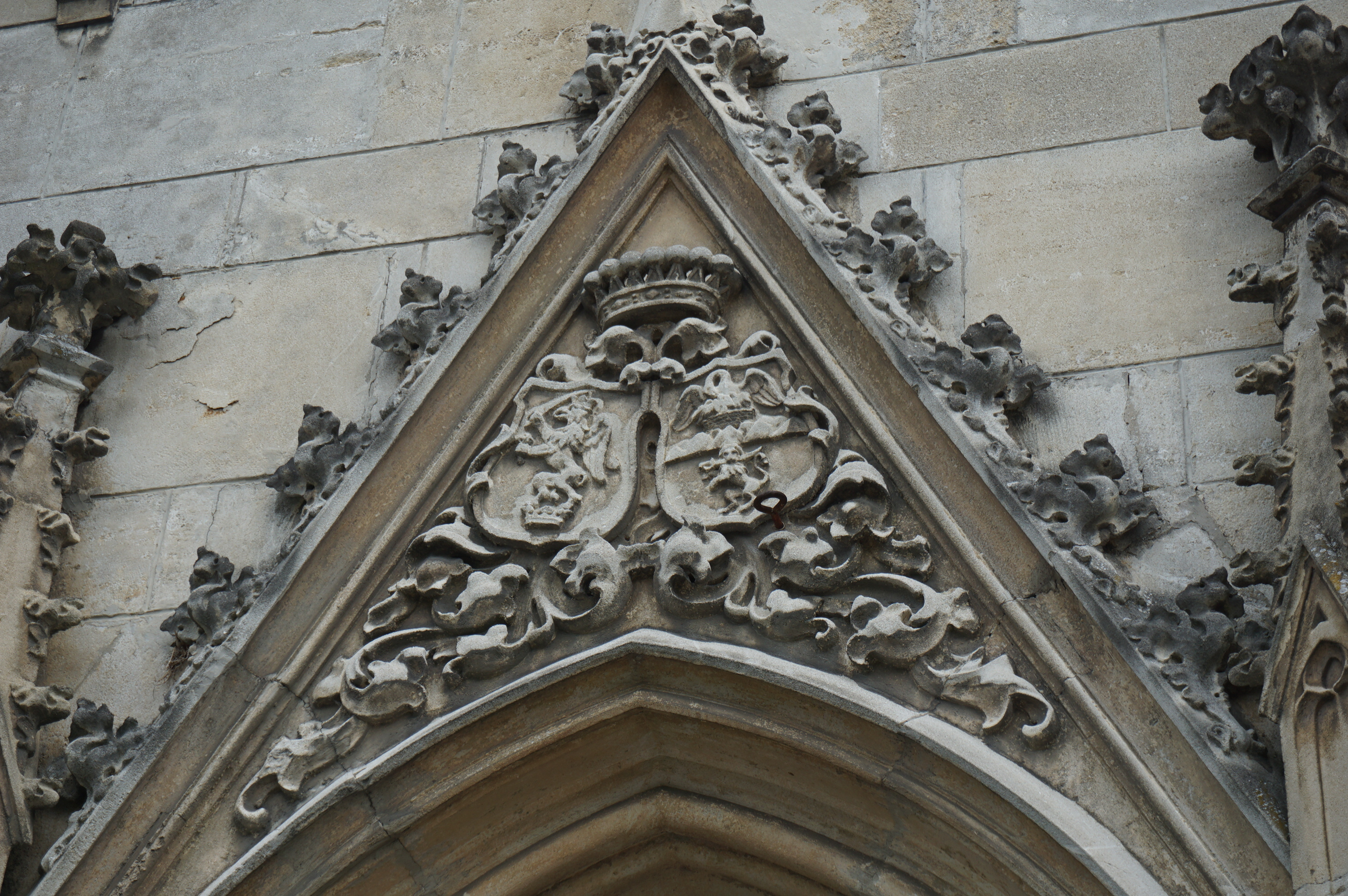
Gótikus kapudísz az Esterházy és a Batthyány család címereivel
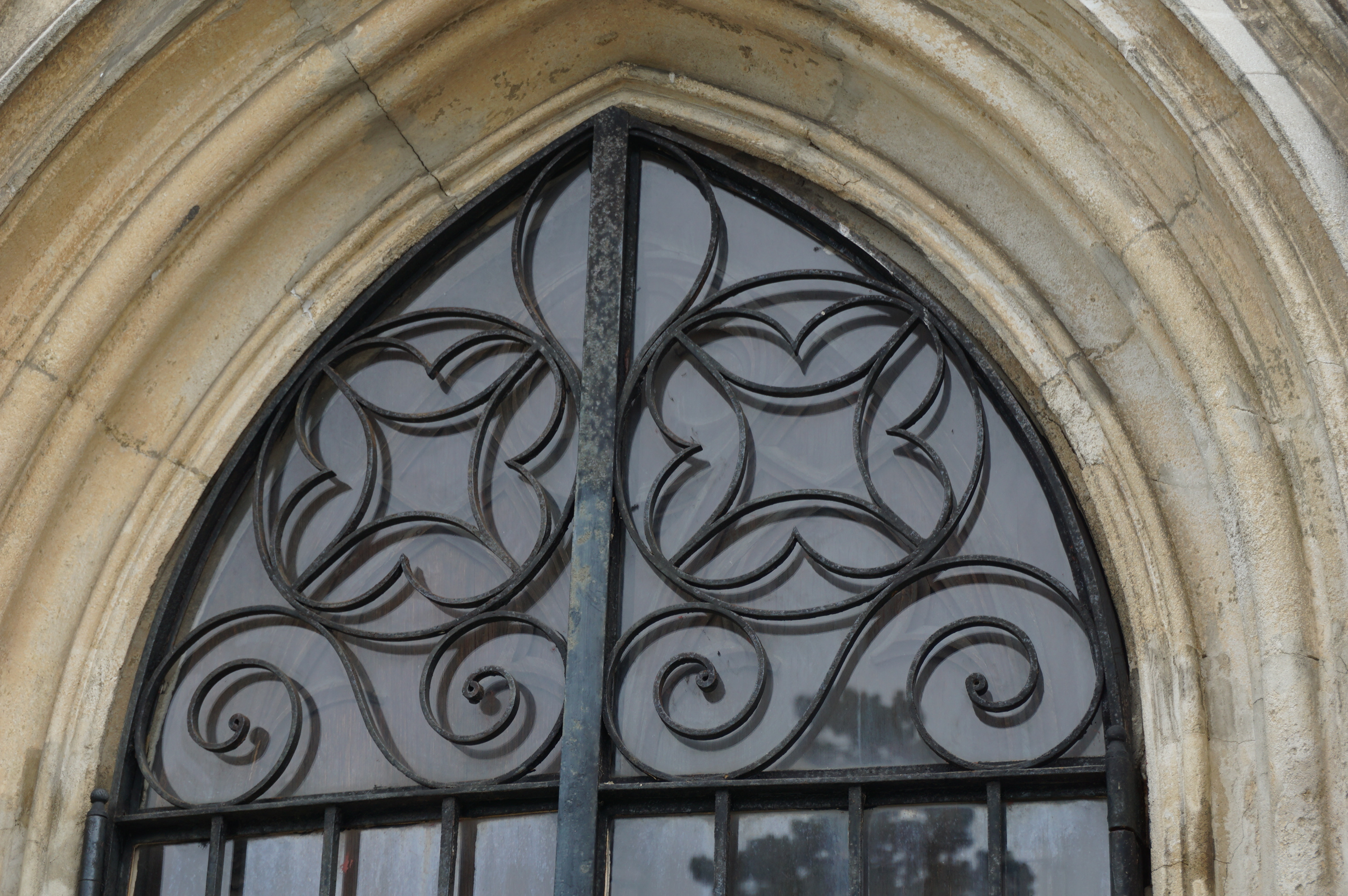
Kovácsoltvas kapu
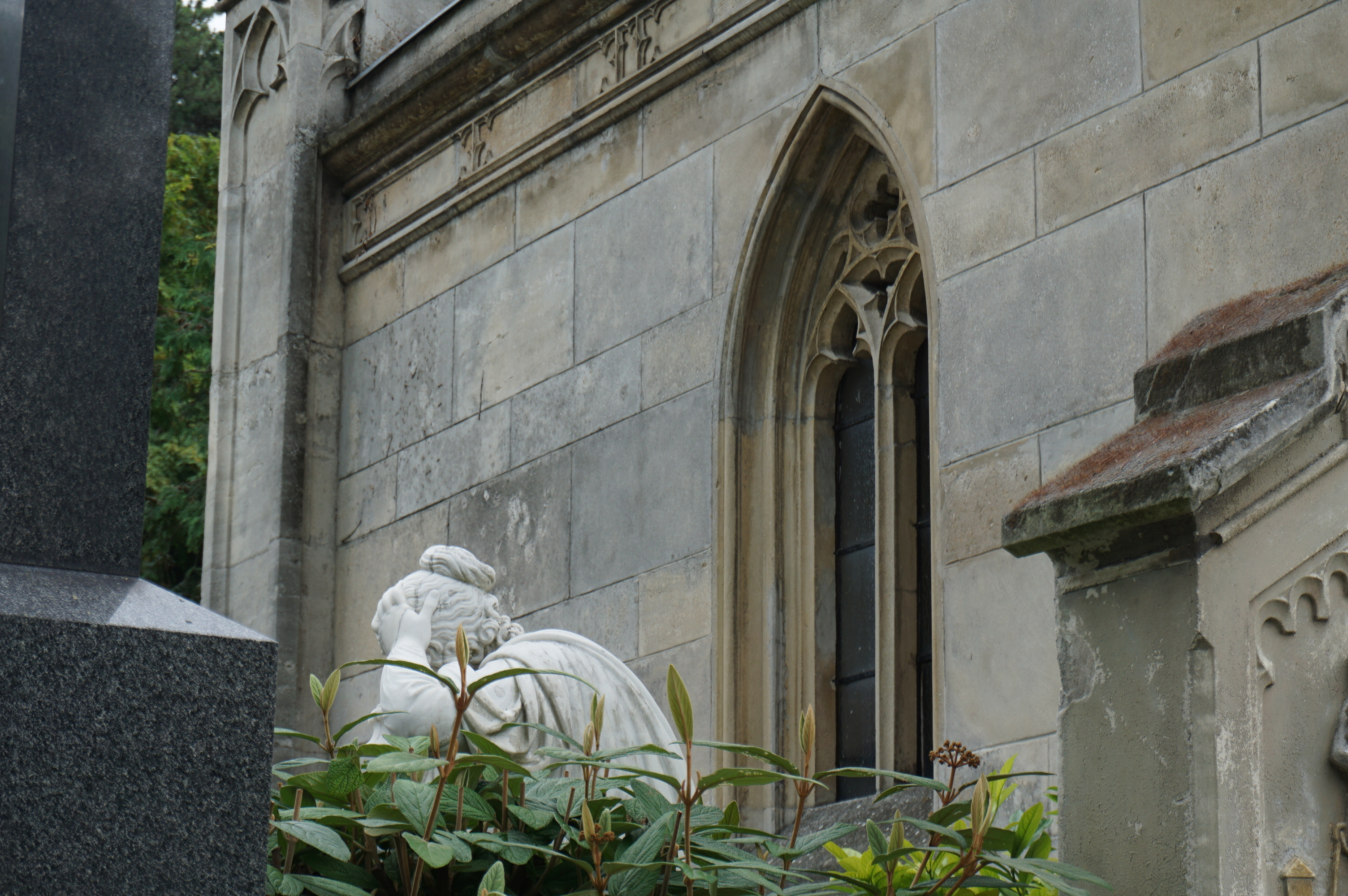
Látkép szomszédos sírokkal
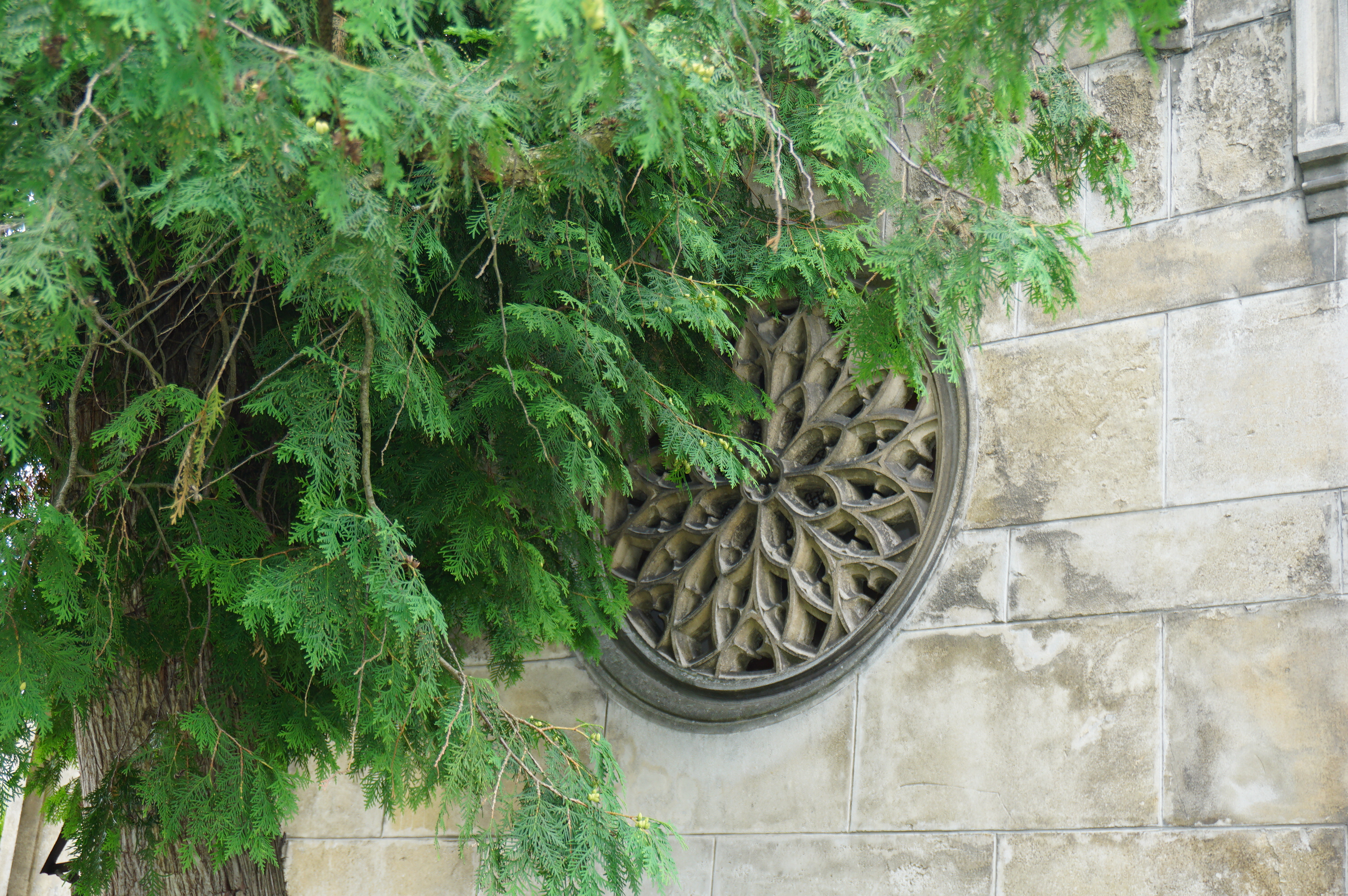
Hátsó rózsaablak
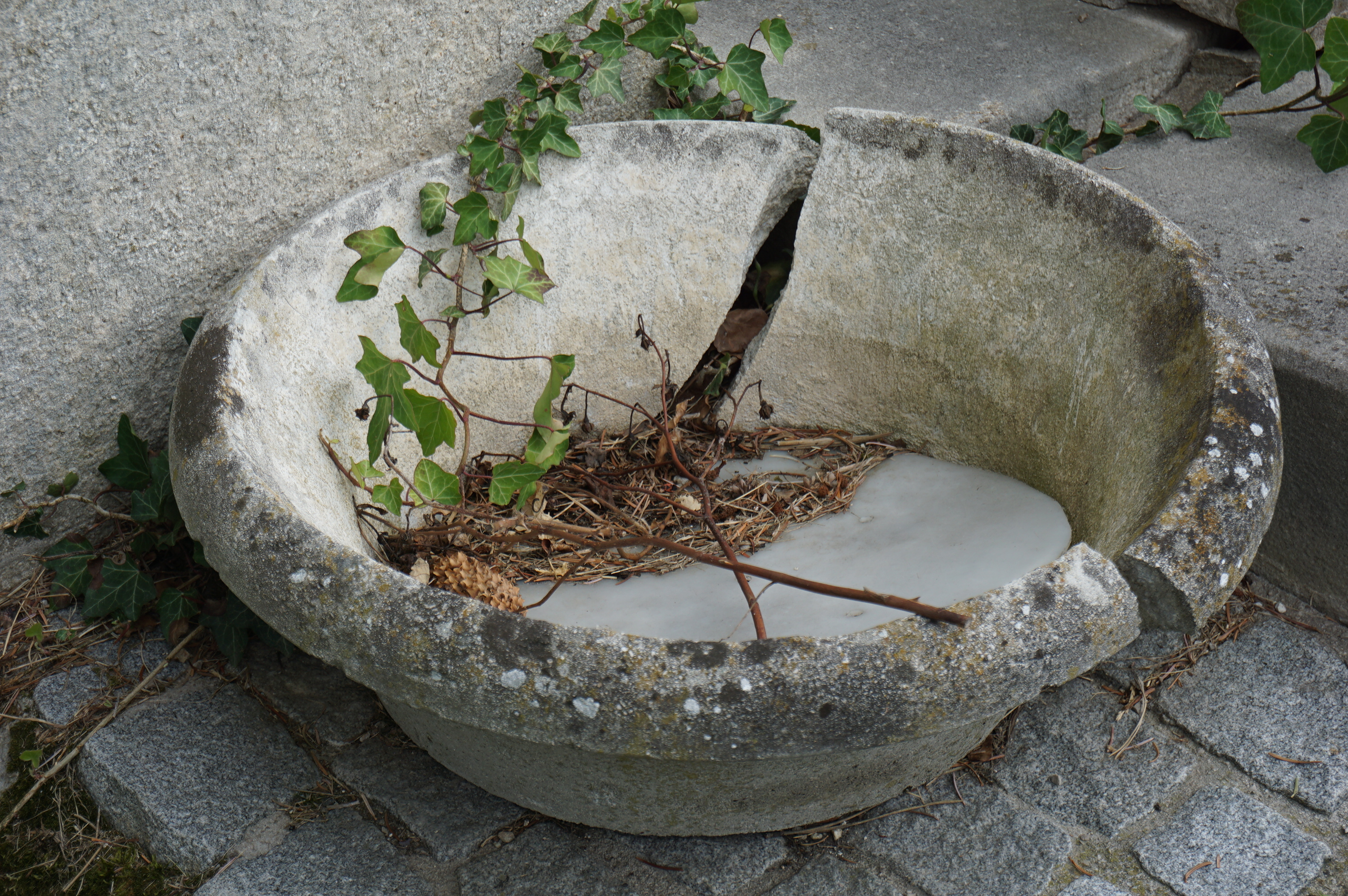
Törött virágos kőtál

## Külső források
- Eszterházy Johanna nyughelye HarpPost blog
- Gróf Eszterházy Johanna (1798-1880) HarpPost blog